# Space Travel
Space Travel (с англ. — «Космический полёт» или «Космическое путешествие») — компьютерная игра, симулирующая путешествие по солнечной системе. Разработка этой игры привела к созданию операционной системы Unix. Иногда утверждается, что к развитию Unix привела другая игра, Spacewar!, однако подобные заявления не являются корректными и появились в результате путаницы между двумя играми с похожими названиями, хотя Spacewar! появилась раньше и была более популярной.

## История развития
Игра была первоначально написана в 1969 году Кеном Томпсоном для системы Multics, затем была портирована им же на Fortran для системы GECOS, а затем портирована Томпсоном и Деннисом Ричи на PDP-7.
Первоначальная версия для GECOS была трудна в управлении, к тому же игра в неё на GECOS была недешевым занятием — в 1960-х годах процессорное время большого компьютера строго распределялось между всеми желающими. Томпсону удалось найти менее производительный и менее популярный PDP-7, обладающий, помимо этого, хорошим графическим терминалом. Процесс портирования оказался неожиданно сложным — у программистов не было никаких утилит для написания программы. Томпсону и Ричи специально для игры пришлось с нуля написать библиотеку для работы с числами с плавающей точкой на ассемблере, а также графическую подсистему и систему отладки кода.
Именно в процессе портирования игры на PDP-7 на ассемблере, Томпсон и Ритчи написали исходный код, который в конечном итоге превратился в операционную систему UNICS/Unix. Некоторые считают, что Space Travel — это первая прикладная программа Unix.